# 祖夸拉山
8°33′N 38°52′E / 8.550°N 38.867°E

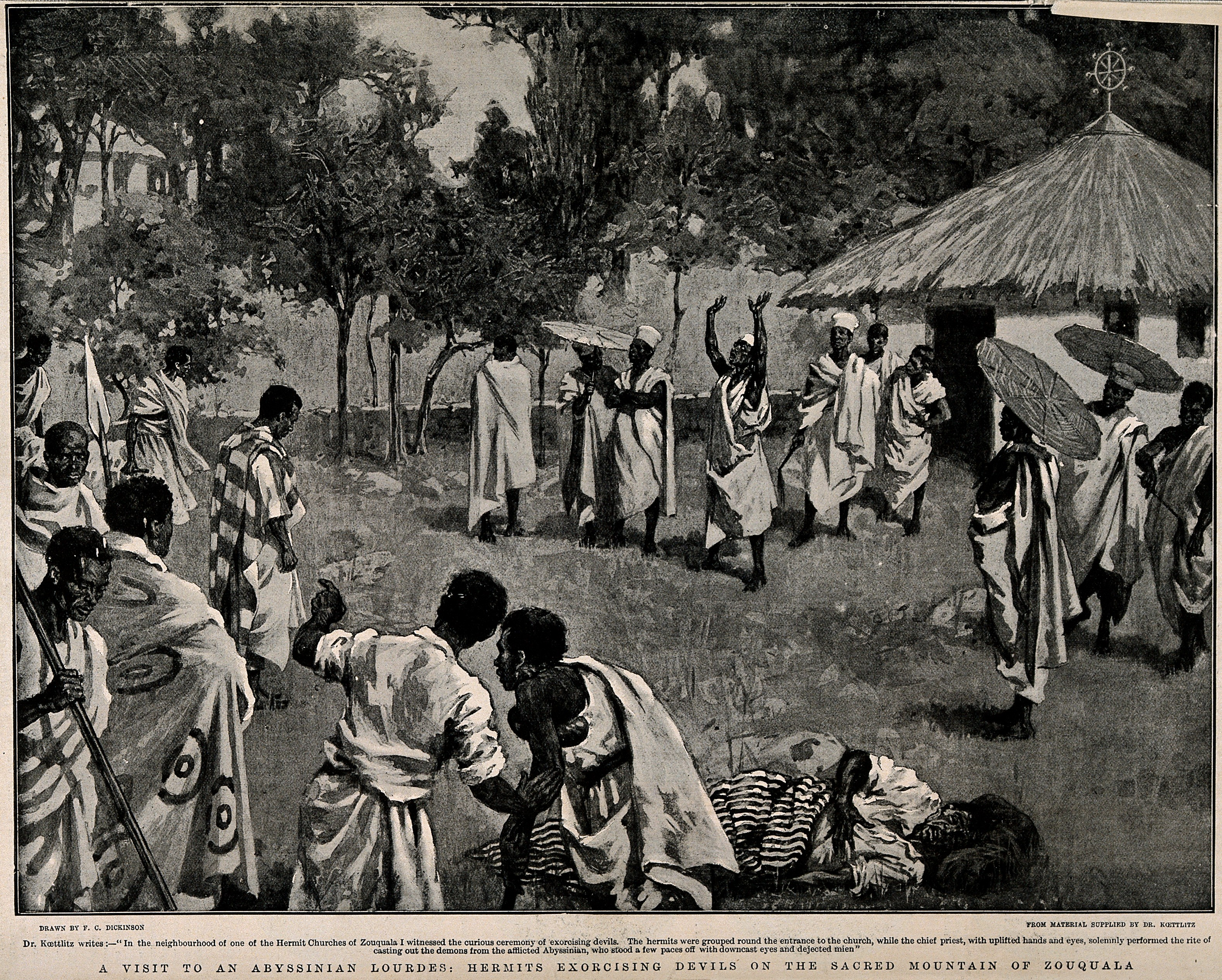

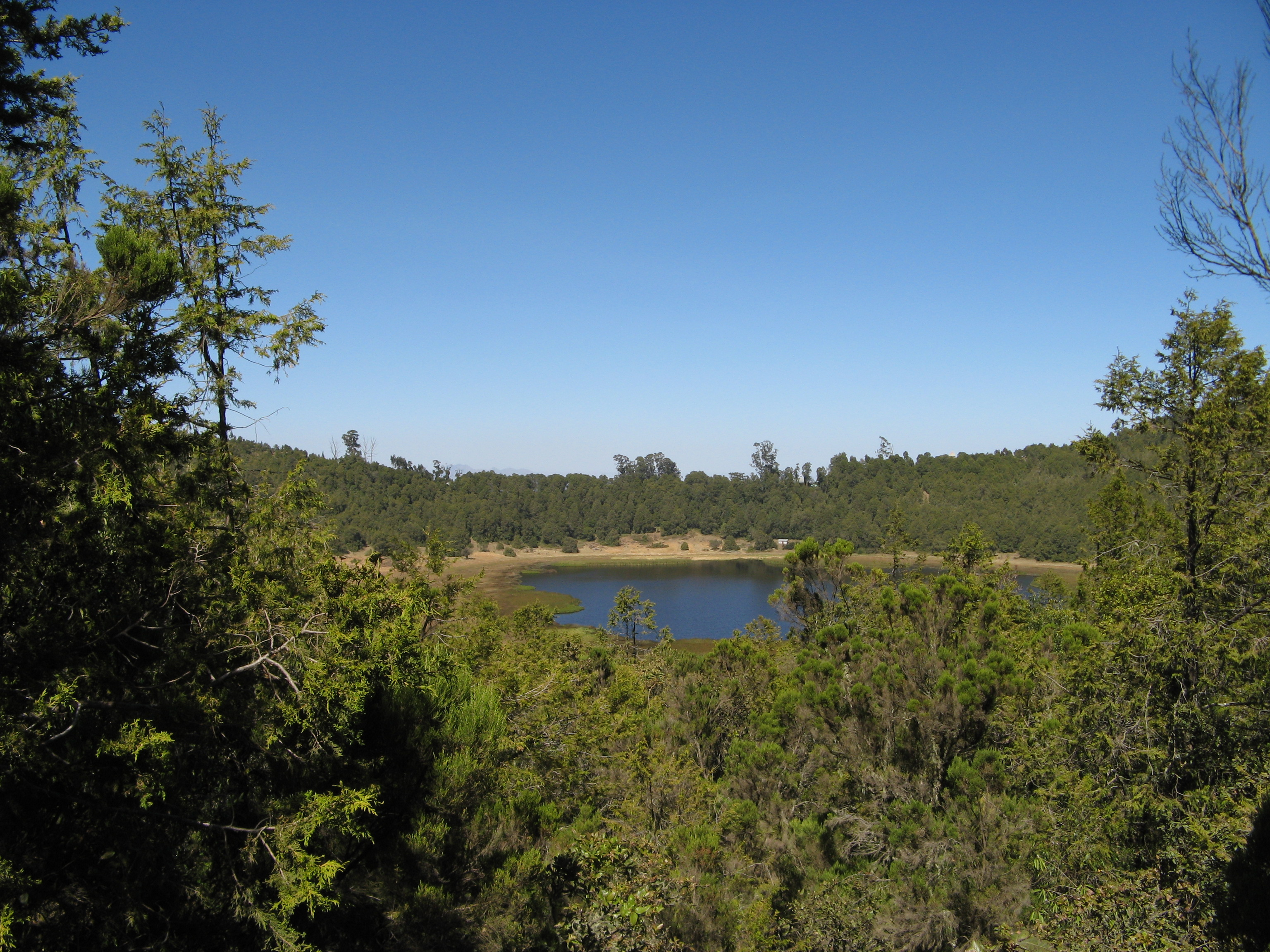

祖夸拉山是埃塞俄比亞的火山，位於該國中南部，處於奧羅米亞州，屬於複式火山，海拔高度2,989米，最近一次火山爆發在更新世時期發生。